# Sheberghan
Sheberghan eller Shaburghān (Persiska: شبرغان) är en stad i norra Afghanistan. Den är huvudort i provinsen Jowzjan och har cirka 80 000 invånare. Den är även huvudort i distriktet Sheberghan.
Staden var tidigare ett centrum för handel och boskapsskötsel - särskilt fåravel, och har en blandad uzbekisk, tadzjikisk och pashtunsk befolkning.
Marco Polo (1254-1324) beskriver Sheberghan i sin reseberättelse:
| ”            | [..] en stad vid namn Sapurgan som är rikligt försedd med alla slags näringsmedel och särskilt berömd för att den producerar världens bästa meloner. Dessa förvaras på följande sätt. man skär dem i tunna spiralformade skivor liksom pumparna hos oss, och när de så torkat i solen skickar man dem i stora massor att säljas i grannländerna där de är mycket eftersökta då de är söta som honung. Där finns också mycket vilt, särskilt fågel. [...] | „ |
| – Marco Polo | |   |